# Kesennuma
Kesennuma (jap. 気仙沼市 Kesen’numa-shi) – miasto w Japonii (prefektura Miyagi), na wyspie Honsiu (Honshū), nad Oceanem Spokojnym. 
Ma powierzchnię 332,44 km². W 2020 r. mieszkało w nim 61 147 osób, w 24 435 gospodarstwach domowych  (w 2010 r. 73 489 osób, w 25 399 gospodarstwach domowych) .

## Położenie
Miasto leży w północnej części prefektury nad Oceanem Spokojnym. Graniczy z miastami:
- Tome
- Ichinoseki
- Rikuzentakata.

## Historia
Miasto otrzymało szczebel jednostki administracyjnej -shi (市) po dołączeniu do niego mniejszych jednostek w 1953 roku.

## Transport

### Kolejowy
- East Japan Railway Company
  - Linia Kesennuma
  - Linia Ōfunato

### Drogowy
- Autostrada Sanriku
- Drogi krajowe nr 45, 284.